# Avaliação de tecnologia
A Avaliação de tecnologia  é um conceito que integra diferentes formas de análise da relação entre ciência e tecnologia por um lado, e entre a política, a sociedade e os indivíduos por outro. Inclui tipicamente abordagens de análise política como a prospectiva, a análise económica, a análise de sistemas, a análise estratégica, etc.
A Avaliação de Tecnologia também pode ser definida como um processo científico, interactivo e comunicacional, que tem por objectivo contribuir para a formação da opinião pública e política sobre os aspectos sociais da ciência e da tecnologia

.

## Descrição Geral
A Avaliação de Tecnologia (AT) refere-se ao estudo e avaliação de (novas) tecnologias, com base na convicção de que os novos desenvolvimentos e descobertas da comunidade científica são relevantes para o mundo em geral e não só para os peritos científicos, e de que o progresso científico não está livre de implicações éticas. Para além disso, a AT reconhece também que os cientistas não possuem normalmente competências éticas e, consequentemente, tendem a ser reservados nos seus julgamentos éticos de si mesmos, dos colegas, de novas descobertas, de projectos ou do trabalho em desenvolvimento.
A AT adopta uma perspectiva global e é normalmente orientada para o futuro, em vez de olhar para o passado ou ser anti-tecnológica. A AT é uma actividade interdisciplinar orientada para resolver problemas já existentes e prevenir danos potenciais que possam resultar da aplicação acrítica e comercialização de novas tecnologias. Assim, quaisquer resultados de um estudo de avaliação de tecnologia tem que ser publicados, e atribuir particular ênfase à comunicação com os decisores políticos
A AT tem necessariamente que lidar com um problema importante, normalmente denominado dilema de Collingridge: Por um lado os impactos das novas tecnologias não podem ser facilmente previstos até que a tecnologia seja extensivelmente desenvolvida e difundida na sua utilização; por outro lado, uma vez difundida é difícil controlar ou mudar a tecnologia.
Algumas das principais áreas de trabalho da AT são: tecnologias de informação, tecnologias baseadas no hidrogénio, tecnologia nuclear, nanotecnologia molecular, farmacologia, transplante de órgãos, tecnologia genética, inteligência artificial, a internet, etc.

## Tipos e conceitos de Avaliação de tecnologia
Os seguintes tipos e conceitos de Avaliação de tecnologia (AT) são aqueles que são os mais visíveis e utilizados. Existem, no entanto,  outros tipos de Avaliação de tecnologia que são só propostos como conceitos na literatura científica ou que reflectem nomes atribuídos por uma instituição particular de Avaliação de tecnologia.
Avaliação de Tecnologia por Peritos (também referida como AT clássica ou AT tradicional): Actividades de AT realizadas por (uma equipa de) peritos em AT e peritos técnicos. Os contributos das partes interessadas ou de outros actores é incluída só por via de declarações escritas, documentos e entrevistas, mas não como na AT Participatória.

Avaliação de Tecnologia Parlamentar (ATP): Vários tipos de actividades de AT onde o destinatário é um Parlamento.  A ATP pode ser realizada directamente pelos parlamentares (e.g. caso Francês ou Finlandês), em seu nome por adjudicação a instituições de AT (e.g. o caso do Reino Unido, da Alemanha e da Dinamarca) ou por organizações não directamente relacionadas com o Parlamento (e.g. caso da Holanda e da Suíça).

Avaliação de Tecnologia Participatória (ATp): Actividades de AT que activa, sistemática e metodologicamente envolve vários tipos de actores sociais como assessores e participantes, como diferentes tipos de organizações civis, representantes dos sistemas do estado, mas caracteristicamente também indivíduos interessados e cidadãos (leigos), cientistas técnicos e peritos técnicos. As metodologias padrão da ATp incluem conferências de consensos, grupos especializados, workshops de cenários, etc. Por vezes a ATp pode ser dividida entre peritos-partes interessadas e ATp pública (que inclui leigos).

Avaliação de Tecnologia Construtiva (ATC): Conceito de AT (desenvolvido na Holanda mas também aplicado e discutido noutros países) que tenta alargar o desenvolvimento de novas tecnologias introduzindo o feedback das actividades AT no  processo actual de construção das tecnologias. Contrariamente a outras formas de AT, a ATC não é direccionado para influenciar a prática reguladora através da avaliação de impactos da tecnologia, mas pretende envolver assuntos sociais da tecnologia no seu desenvolvimento prático.
Avaliação de Tecnologia Discursiva ou Avaliação de Tecnologia Argumentativa: Tipo de AT que pretende aprofundar o debate político e normativo relativo à ciência, tecnologia e sociedade. Este tipo de AT pretende clarificar e trazer para o escrutínio público e político os pressupostos normativos e visões que motivam os actores que estão a definir socialmente a ciência e a tecnologia. Do mesmo modo, a AT Argumentativa não só aborda os efeitos colaterais da mudança tecnológica, mas também lida com os impactos vastos da ciência e tecnologia e também com a questão normativa fundamental se é legitimo e desejável desenvolver uma determinada tecnologia.

Avaliação de Tecnologia em Saúde (ATS): Avaliação sistemática das propriedades e efeitos de uma tecnologia em saúde, abordando os efeitos diretos e intencionais desta tecnologia, bem como as suas consequências indiretas e não intencionais. Os estudos em ATS devem ser conduzidos por grupos interdisciplinares que recorrem a modelos analíticos explícitos, de entre uma variedade de métodos. O principal objectivo da ATS é o de auxiliar os tomadores de decisão a respeito de tecnologias em saúde .
Veja Avaliação de Tecnologias em Saúde.

### Grupos académicos de Avaliação de tecnologia
Observatório de Avaliação de Tecnologia do CICS.NOVA da Universidade Nova de Lisboa, Portugal
Grupo de Estudo sobre Avaliação de Tecnologia - GrEAT, Portugal

Programa Doutoral em Avaliação de Tecnologia da Faculdade de Ciências e Tecnologia da Universidade Nova de Lisboa, Portugal

IET - Inovação Empresarial e do Trabalho da Faculdade de Ciências e Tecnologia da Universidade Nova de Lisboa, Portugal

UECE - Research Unit on Complexity and Economics do Instituto Superior de Economia e Gestão da Universidade Técnica de Lisboa, Portugal

European Technology Assessment Group

Institute for Technology Assessment and Systems Analysis (ITAS) of the Karlsruhe Institute for Technology (KIT), Alemanha

Fraunhofer Institute for Systems and Innovation Research, Alemanha

Institute of Sociology at the University of Duisburg-Essen, Alemanha

Institut für Gesellschafts und Politikanalyse of the Goethe University in Frankfurt, Alemanha

Institute for Innovation and Governance Studies of the University of Twente, Holanda

Rathenau Institute, Holanda

Science and Technology Policy Research - SPRU, Inglaterra

Danish Board of Technology, Dinamarca

Institute Society and Technology (IST), Bélgica

Institute of Technology Assessment at the Austrian Academy of Sciences, Áustria

Technology Centre AV CR at the Czech Academy of Sciences, República Checa

Catalan Foundation for Research and Innovation (FCRI), Catalunha

### Instituições Parlamentares de Avaliação de tecnologia

#### Supra Nacionais
Assessment of Scientific and Technological Policy Options for the European Parliament - STOA

European Parliamentary Technology Assessment - EPTA

#### Nacionais
Office of Technology Assessment at the German Bundestag - TAB, Alemanha

Parliamentary Office of Science and Technology - POST, Inglaterra

(former) Office of Technology Assessment - OTA, Estados Unidos da América

Centre for Technology Assessment - TA-SWISS, Suíça

The Norwegian Board of Technology, Noruegua

Committee for the Future, Finlândia

Office Parlementaire d´Evaluation des Choix Scientifiques et Technologiques - OPECST, França

Greek Permanent Committee of Technology Assessment - GPTCA, Grécia

Comitato per la Valutazione delle Scelte Scientifiche e Tecnologiche - VAST, Itália

Riksdagen, Suécia

Bureau of Research - BAS, Polónia

Public Policy and Management Institute, Lituânia
Oficina de Ciencia y Tecnología del Congreso (OficinaC), Spain

The Committee on Culture, Science and Education of the Parliamentary Assembly of the Council of Europe

#### Regionais
Consell Assessor del Parlament sobre Ciència i Tecnologia, Catalunha

IST - Institute Society and Technology, Flandres